# Peer Veneman
Petrus Fransiscus Catharina (Peer) Veneman (Eindhoven, 25 april 1952) is een Nederlands beeldend kunstenaar die zich vooral richt op driedimensionaal werk.

## Leven en werk
Veneman werd in 1952 in Eindhoven geboren. Hij volgde de opleiding aan de Academie voor Beeldende Kunsten Sint-Joost te Breda. Hij is werkzaam als beeldhouwer, kunstschilder, graficus, assemblagekunstenaar en tekenaar. Veneman behoort tot de Nederlandse postmodernen. Hij maakt vanaf het begin van de jaren 1980 onder andere kleurige houten beelden, die abstract noch figuratief zijn. Hij is werkzaam in Nederland (Amsterdam) en in Italië (Torrano). Werk van Veneman is opgenomen in de museale collecties van het Stedelijk Museum te Amsterdam, het Groninger Museum, het Museum Arnhem, het Noordbrabants Museum in Den Bosch, het Kröller-Müller Museum in Otterlo en het TextielMuseum in Tilburg. Daarnaast bevindt zijn werk zich in diverse particuliere en bedrijfscollecties.

## Werken (selectie)
- Wie schon ist die Natur, 1983, beschilderd hout, 160 cm
- Untitled, 1987, beschilderd hout en brons, 109 x 100 x 100 cm
- Fontein Krugerplein, 1997, Krugerplein, Amsterdam
- Nijd, 1999, brons, LUMC Leiden, publieke kunstroute
- Relief met St Blasius, 2009, hout, polystreen, polyurethaan en acrylverf, 181 x 141 x 21 cm
- Gerechtigheid, een van de zeven deugden, 2007-2009, brons, 110 x 156 x 55 cm
- De zeven deugden, 2007 – 2009, brons, divers afmetingen, Galerie Onrust in Amsterdam
- The Higher The Hat, The Closer to God II en III, 2009, hout, epoxy, polyurethaan en metaalverf, 240 x 212 x 50 cm

## Tentoonstellingen (selectie)
- Peer Veneman De zeven Deugden en enkele Heiligen van 12 september t/m 9 november 2009 in De Pont in Tilburg[1]
- Een stoet van beelden, tien Nederlandse beeldhouwers van 10 september 2009 t/m 14 maart 2010 in het Kröller-Müller Museum in Otterlo[2]
- diverse tentoonstellingen in Galerie Onrust in Amsterdam[3]

## Fotogalerij

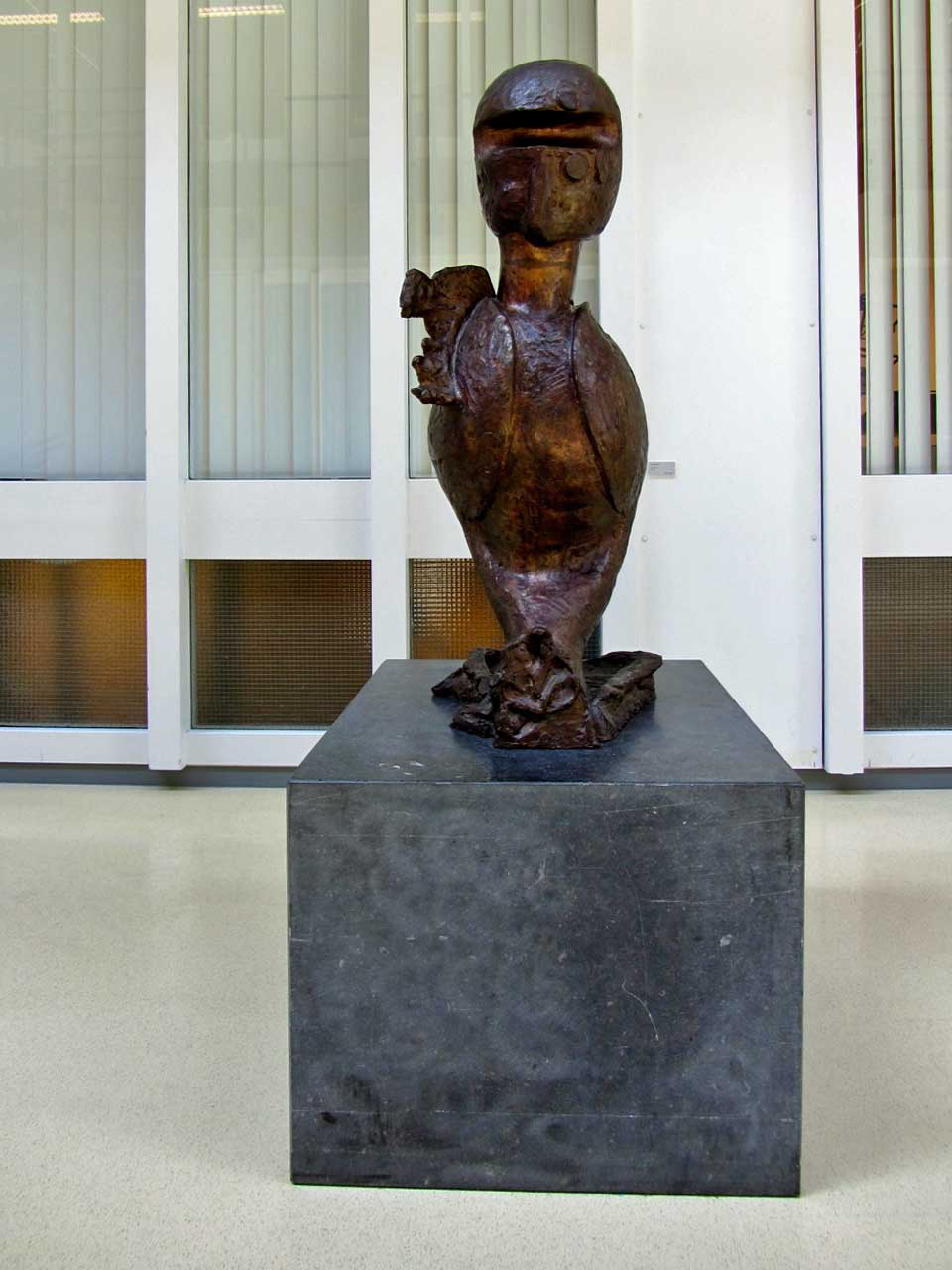
Nijd (1999), LUMC Leiden.
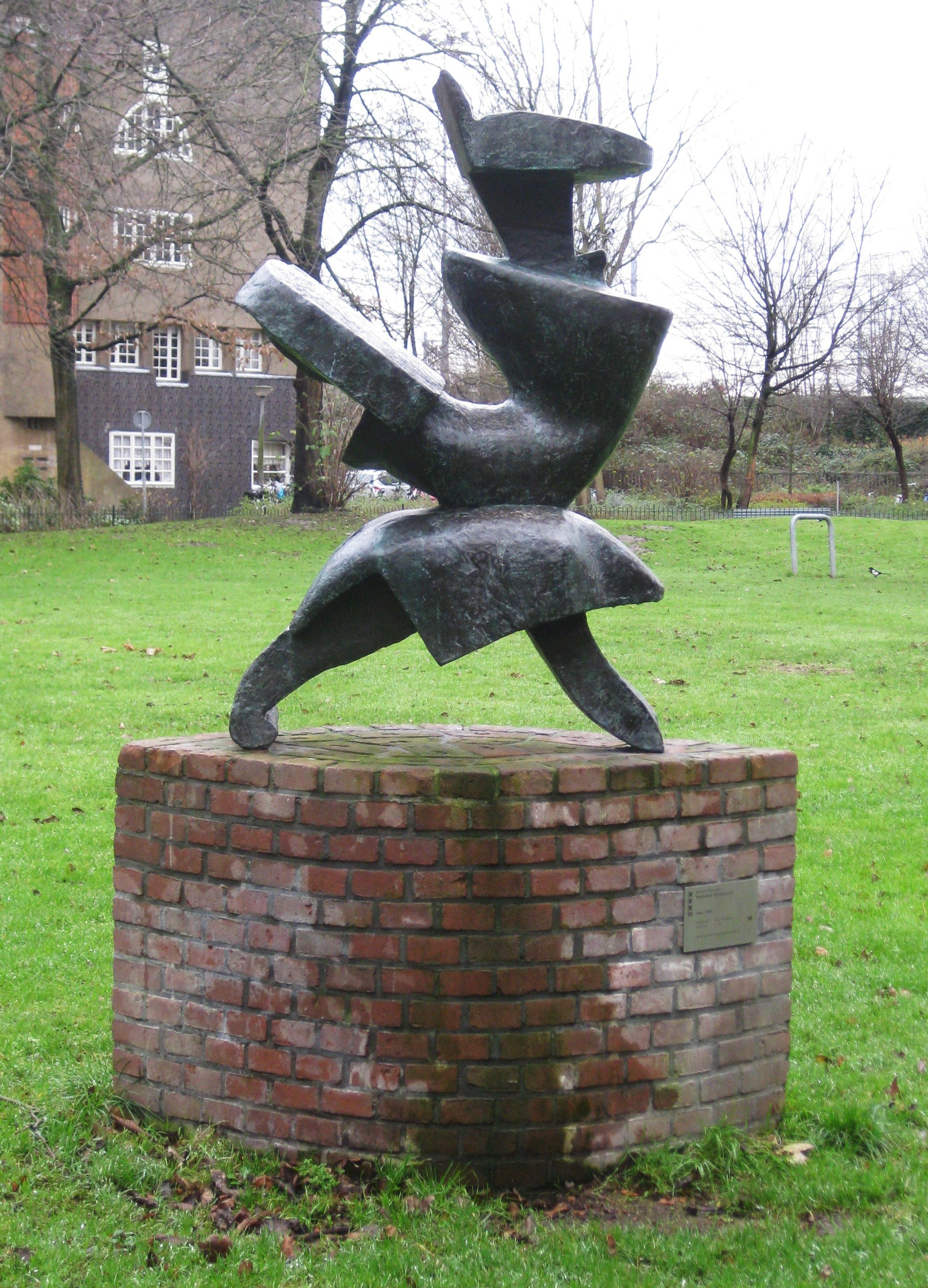
Haan (1993), Spaarndammer-plantsoen, Amsterdam

- Gemeinsame Normdatei: 120520664
- International Standard Name Identifier: 0000 0000 7863 0214
- Library of Congress Control Number: nr95039386
- Nederlandse Thesaurus van Auteursnamen: 074273981
- RKD-Nederlands Instituut voor Kunstgeschiedenis: 79974
- Système universitaire de documentation: 168942577
- Union List of Artist Names: 500196337
- Virtual International Authority File: 56504093
- WorldCat: E39PBJdctfVXmCRrh9tdxFbKh3